# Joe Theismann
Joseph Robert „Joe“ Theismann (* 9. September 1949 in New Brunswick, New Jersey) ist ein ehemaliger US-amerikanischer American-Football-Spieler auf der Position des Quarterbacks. Er spielte für die Washington Redskins in der National Football League (NFL).

## Jugend und College
Theismanns Vater ist Österreicher, seine Mutter Ungarin. Er spielte an der katholischen University of Notre Dame, mit der er 1971 den Cotton Bowl gewann. Theismann wurde All-American und Academic All-America sowie Zweiter der Heisman Trophy hinter Jim Plunkett.

## NFL

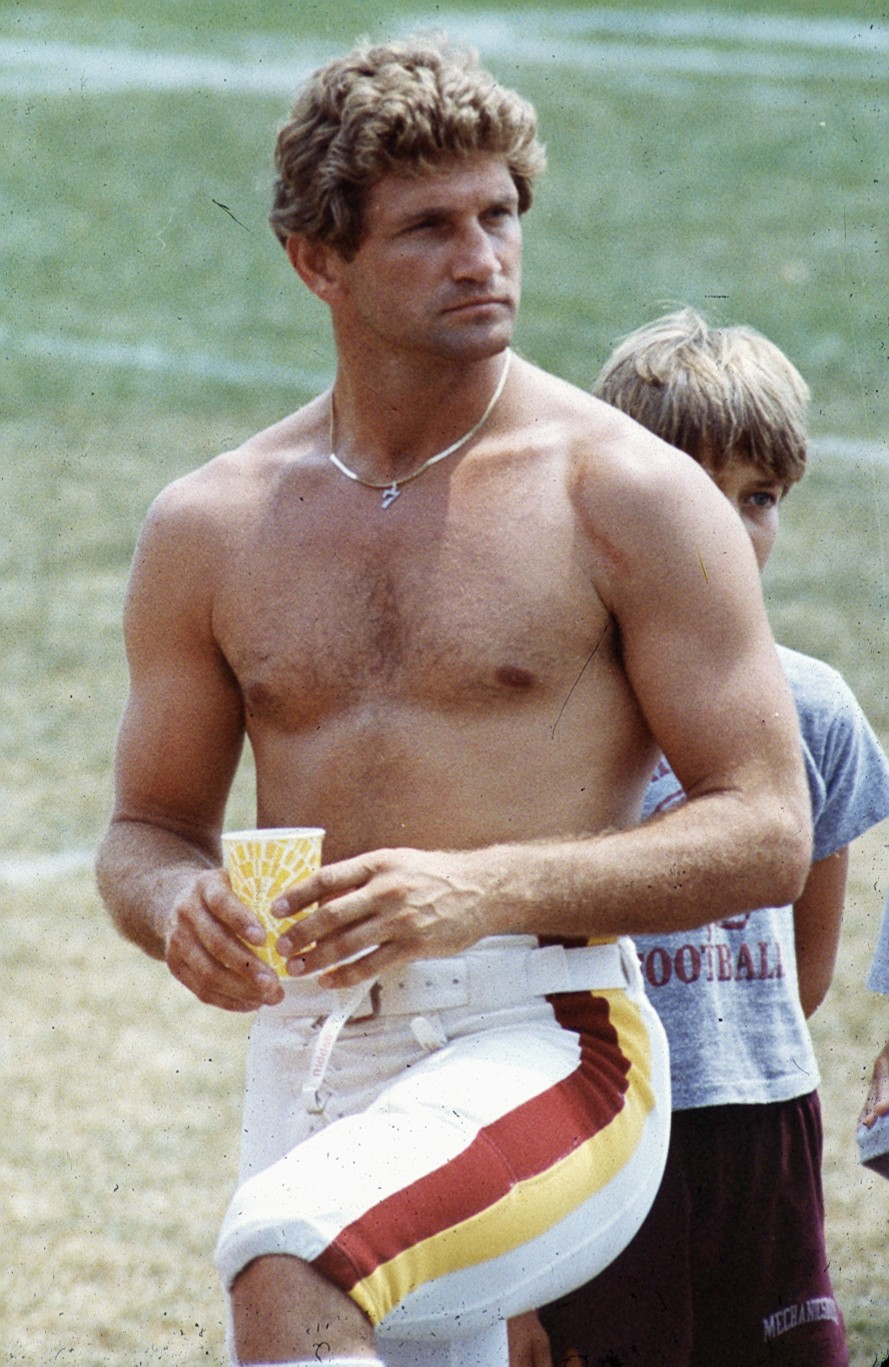
Joe Theismann beim Training der Washington Redskins (Datum unbekannt)

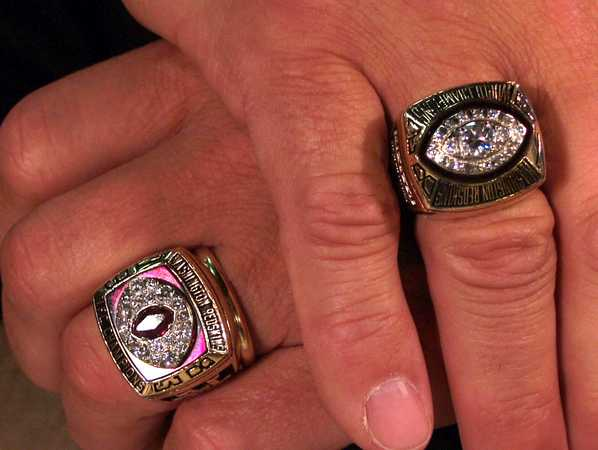
Joe Theismanns Ringe: links sein NFC-Championships-Ring von 1983 und rechts sein Super-Bowl-Ring für den Super Bowl XVII

Theismann wurde 1971 im NFL Draft von den Miami Dolphins ausgewählt, und vom Major-League-Baseball-Team Minnesota Twins im 1971 Major League Baseball Draft, unterschrieb dann aber bei den Toronto Argonauts in der Canadian Football League (CFL).
1974 wechselte er zu den Washington Redskins, wo er seit 1978 als Starting-Quarterback auflief. Theismann führte die von Head Coach Joe Gibbs trainierten Redskins zum Sieg im Super Bowl XVII gegen die Miami Dolphins (Endstand: 27:17), worauf er von Präsident Reagan zum „Angriffsminister“ ernannt wurde. Die Titelverteidigung im Super Bowl XVIII scheiterte. Theismann stellte einige Redskins-interne Rekorde auf, wurde Most Valuable Player 1983 und Pro Bowl MVP in seinem zweiten Pro Bowl. Als letzter Quarterback trug er anstatt des üblichen Helmgitters eine einzelne Stange, um bessere Sicht zu haben.
Am 18. November 1985 erlitt Theismann die wohl schlimmste Verletzung der NFL-Geschichte, live im Monday-Night-Football-Spiel übertragen. Die New-York-Giants-Linebacker Lawrence Taylor und Harry Carson erzielten bei einem Blitz einen Quarterback-Sack, die drei Spieler kollidierten und fielen ineinander verkeilt auf den Boden. Taylor sprang sofort auf und winkte panikartig, was von manchen zunächst als Freudentanz missverstanden wurde. In der Zeitlupenwiederholung – aus anderem Blickwinkel – war dann zu sehen, dass Theismanns rechtes Bein so eingeklemmt worden war, dass Schienbein und Wadenbein mit einem offenen Splitterbruch in der Mitte abgeknickt waren. Dies wurde als der „NFL’s Most Shocking Moment in History“ gewählt und von der Washing Post als „The Hit That No One Who Saw It Can Ever Forget“ bezeichnet.
Die Monday-Night-Football-Reporter Frank Gifford, O. J. Simpson und Joe Namath erkannten sofort, dass Taylor, Spitzname L.T. einer der besten Abwehrspieler aller Zeiten, die Sanitäter gerufen hatte. L.T. sagte später, dass er niemals eine Aufzeichnung des Unfalls ansehen wolle, während Theismann berichtete, er habe keinen Schmerz verspürt.
Die Karriere des damals 36-jährigen Theismann war beendet, er arbeitete danach als Fernsehmoderator. 1982 erhielt er den Walter Payton Man of the Year Award und den Bert Bell Award.
Die Verletzung und die daraus resultierenden Veränderungen für das Spiel American Football bilden die Grundlage für den Film Blind Side – Die große Chance.